# Exit the Gungeon
Exit the Gungeon es un videojuego de plataformas bullet hell de 2019 codesarrollado por Dodge Roll y Singlecore Games, y distribuido por Devolver Digital. Fue lanzado para iOS por medio de Apple Arcade el 19 de septiembre de 2019, para macOS, Windows y Nintendo Switch el 17 de marzo de 2020, y para PlayStation 4 y Xbox One el 13 de noviembre de 2020. Una secuela de Enter the Gungeon, los jugadores controlan a uno de los cuatro personajes jugables mientras intentan escapar del armazmorra que se desploma. El juego recibió reseñas mixtas en su lanzamiento.

## Jugabilidad
Exit the Gungeon es un videojuego de plataformas bullet hell 2D. Los jugadores podrán controlar a uno de cuatro personajes para escapar del derrumbe del armazmorra. Cada uno de ellos tiene su propio conjunto único de niveles, y viajarán a bordo de un ascensor, donde serán atacados por enemigos con temática de armas que aparecerán a sus alrededores. Los jugadores vencerán a los enemigos usando un arma que se transformará aleatoriamente con el tiempo gracias a una «bendición». Cada vez que el jugador mate a un enemigo sucesivamente sin recibir daño, mayor será la probabilidad de que la próxima vez que su arma se transforme, sea una forma más poderosa. Se desbloquearán más tipos de transformaciones de armas al vencer a los jefes enemigos, dándole al jugador un dinero dentro del juego llamado créditos hegemónicos que se puede gastar para desbloquear armas nuevas. Una vez desbloqueada, el arma podrá transformarse de forma aleatoria en la forma nueva. El jugador puede atravesar los niveles y evitar ataques enemigos rodando o saltando, permitiéndoles ser inmunes a perder puntos de vida mientras se encuentren en el aire.
Como en otros juegos roguelike, los jugadores serán enviados al área segura cada vez que mueran. Allí, podrán cambiar de personaje, hablar con los personajes no jugables, o utilizar créditos hegemónicos para comprar armas e ítems que pueden ser encontrados aleatoriamente en los niveles.

## Recepción
Exit the Gungeon recibió reseñas «mixtas o medias» en su versión de Nintendo Switch de acuerdo con el sitio web agregador de reseñas Metacritic. A Nic Vargus de IGN le disgustó el cambio constante de armas, pero dijo que la naturaleza caótica de cada partida hizo divertido al juego. Jon Mundy de Nintendo Life calificó al juego con un 7/10, diciendo que fue un plataformero de acción desafiante, pero carecía de la «imaginación libre y la seductora sensación de aventura» de Enter the Gungeon. Shacknews señaló que el juego fue más corto que su predecesor y tuvo menos exploración, pero lo consideró comparable en términos de dificultad de combate, y elogió la jugabilidad al estilo arcade.